# Кръстю Станилов
Кръстьо Атанасов Станилов е български политик от БКП и БСП, лауреат на Димитровска награда.

## Биография
Роден е на 6 юли 1935 г. в Пловдив. През 1961 година завършва Висшия технически университет на град Дрезден. От 1961 до 1969 година работи като електроинженер в Горубсо и комбината „Марица“ като началник на лаборатория и старши инженер. Отделно е бил главен конструктор в Завода за асинхронни електродвигатели. Член е на БКП от 1966 г. През 1969 г. става научен сътрудник в Научноизследователския и проектоконструкторския институт по електрификация на промишлеността, а по-късно е негов директор. От 1973 до 1979 г. е сътрудник в отдел „Промишлен“ при ЦК на БКП. Между 1976 и 1990 е член на ЦК на БКП. В периода 1980 – 1986 година е генерален директор на Елпром и първи заместник-министър на машиностроенето. През 1989 – 1990 е заместник-министър на индустрията и технологиите, а от 1990 и министър на индустрията и технологиите. От 1991 година става президент на съюза на българските индустриалци. Между 1991 и 1997 година е заместник-председател на комисията за защита на конкуренцията, а от 1998 до 2006 година президент на Конфедерация „Съюз на българската индустрия“.